# Wischnjowoje (Kaliningrad, Selenogradsk)
Wischnjowoje (russisch Вишнёвое, deutsch Wosegau, litauisch Vozgava) ist ein Ortsteil der Stadt Selenogradsk (Cranz) im Rajon Selenogradsk in der russischen Oblast Kaliningrad.

## Geographische Lage

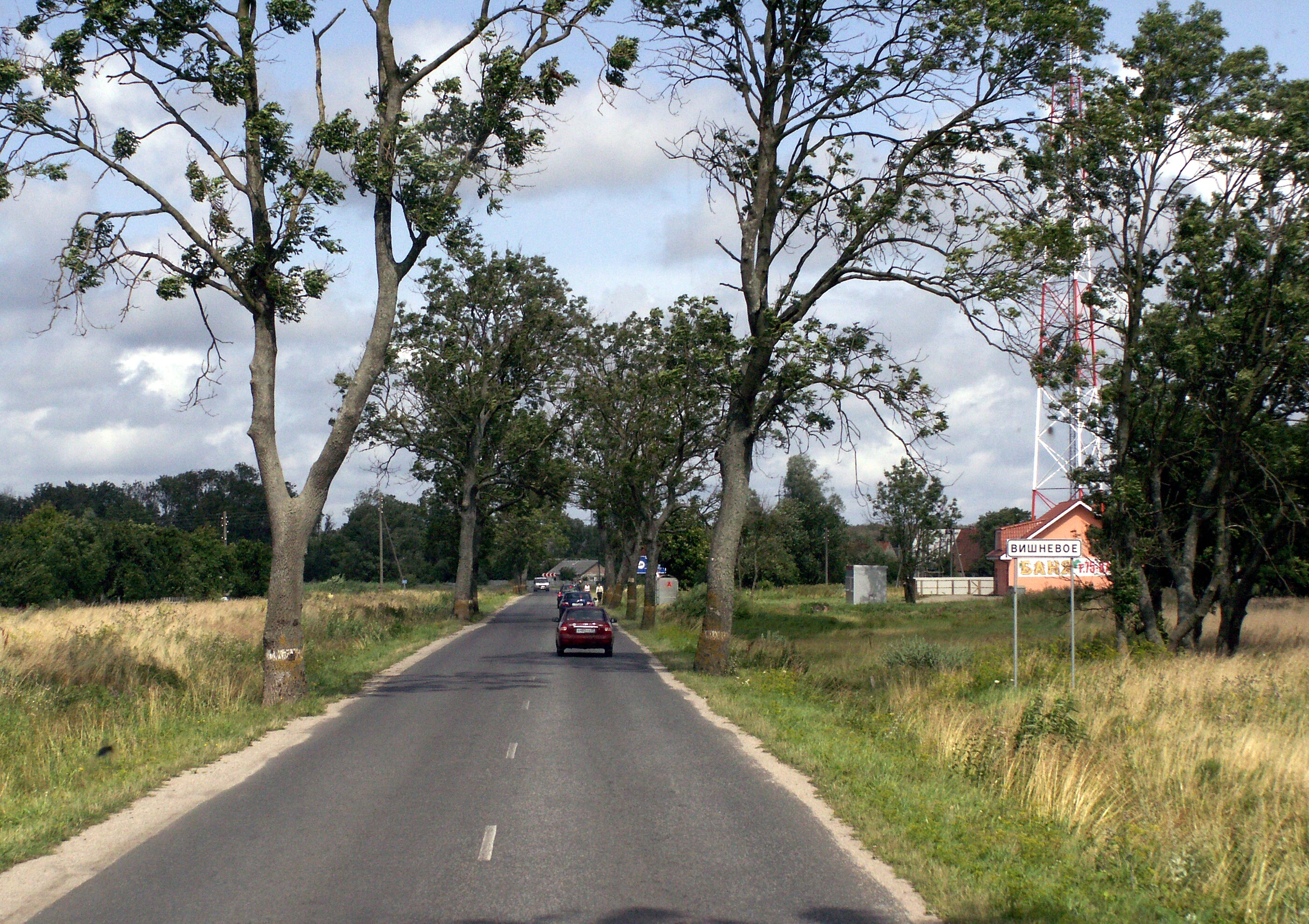
Ortseinfahrt von Wischnjowoje (Wosegau)

Die Ortschaft liegt  im ehemaligen Ostpreußen,  drei Kilometer südwestlich des Zentrums von  Selenogradsk (Cranz) und 26 Kilometer nördlich von Kaliningrad (Königsberg) an der Regionalstraße 27A-013 (ex A192), in die innerorts eine von Muromskoje (Laptau) und Mochowoje (Wiskiauten) kommende Nebenstraße mündet. Die nächste Bahnstation ist Selenogradsk an der Bahnstrecke Kaliningrad–Pionerski (Königsberg–Neukuhren), und der Flughafen Kaliningrad bei Chrabrowo (Powunden) ist über den neuerbauten Primorskoje Kolzo (Küstenautobahnring) in weniger als einer Stunde erreichbar.

## Geschichte
Es war bereits im Jahre 1254, als der prußische Freie Ponatho Grundbesitz in Wosegau verschrieben bekam, wobei er bzw. sein erbender Sohn zum Kriegsdienst für den Deutschen Orden und zum Burgenbau verpflichtet wurde. Ausschließlich prußische Freie waren noch um 1400 Landeigentümer in Wosegau. Im Jahre 1533 wandelte Herzog Albrecht Wosegau in ein Landgut um. 1636 war ein Ernst Rappe Besitzer von Wosegau, außerdem der Güter in Bledau (heute russisch: Sosnowka) und Wargienen (Malinowka). Bis 1820 treten Vertreter der Familie Korff als Eigentümer auf. Im Jahre 1822 ersteigerte Wilhelm Ephraim Tortilowicz von Batocki das Gut, das in der Folgezeit verpachtet wurde. Letzte Herrin auf Wosegau mit einem Areal von 351 Hektar bis 1945 war Ada von Brandt, der Tochter des Adolf Tortilowicz von Batocki-Friebe.

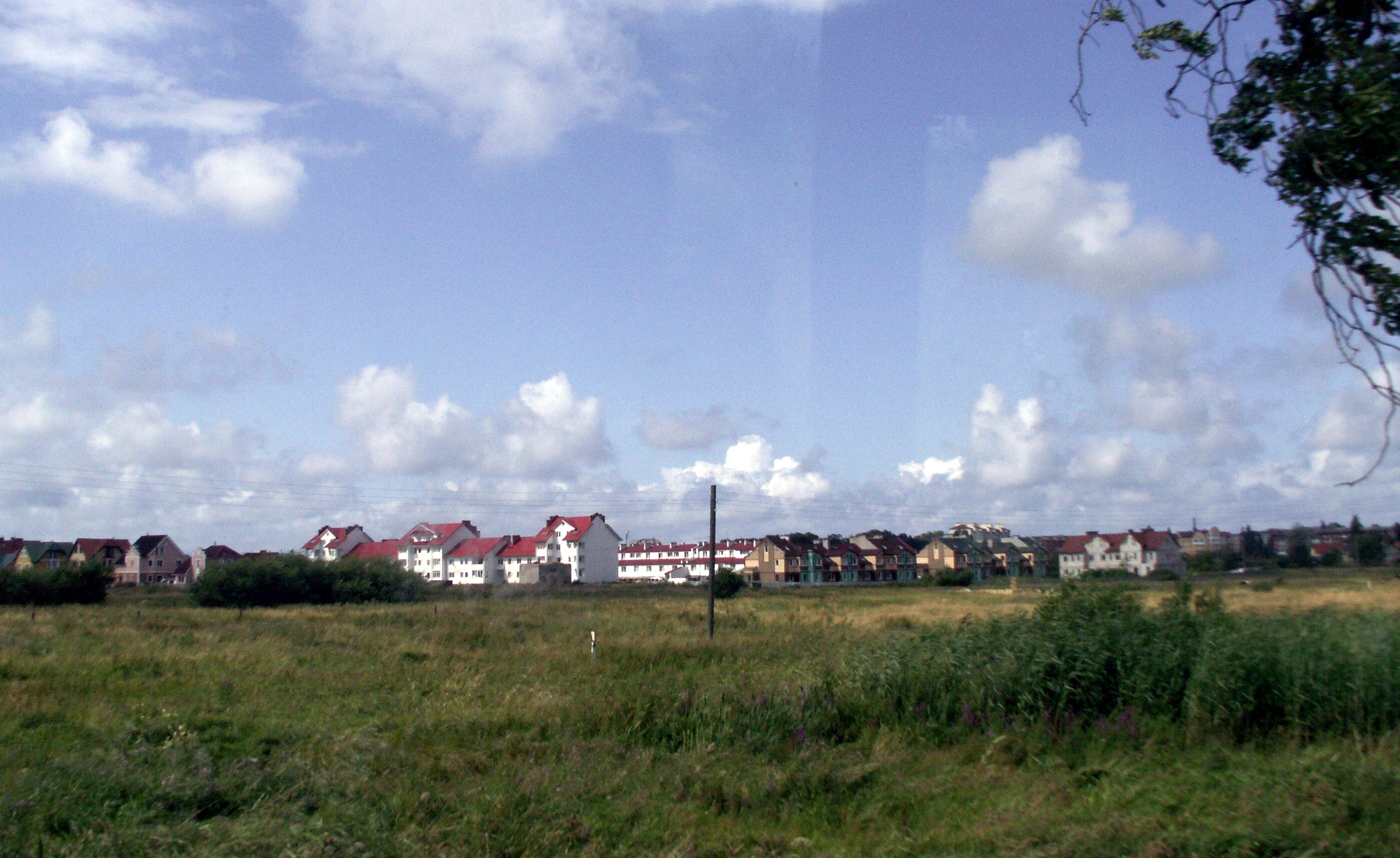
Blick auf Wischnjowoje (2009)

Am 13. Juni 1874 wurde Wosegau Sitz und namensgebender Ort des neu errichteten Amtsbezirks Wosegau im Landkreis Fischhausen im Regierungsbezirk Königsberg der preußischen Provinz Ostpreußen. Zu diesem Amtsbezirk gehörte lediglich der Gutsbezirk Wosegau. Am 17. Juli 1896 wurde verfügt, dass die Besitzungen Nuskern (heute russisch: Besymjanka), Wickiau (Klinzowka), Wiskiauten und Wosegau den Gutsbezirk Wosegau bilden sollen. 1896 wurde die bis dahin kommunalfreie Besitzung Cranzkrug in den Gutsbezirk Wosegau eingegliedert, Teile davon jedoch gleich in die Landgemeinde Cranz (Selenogradsk) umgegliedert. In den Jahren 1898, 1900, 1902, 1921, 1926 und 1928 wurden jeweils Teile von Wosegau nach Cranz umgegliedert. Am 1. Januar 1929 schließlich wurden die Ortsteile Wickiau und Wiskiauten nach Cranz umgemeindet, während das Vorwerk Nuskern mit den Landgemeinden Kiauten (Luschki) und Laptau (Muromskoje) sowie dem Gutsbezirk Laptau zur neuen Landgemeinde Laptau zusammengeschlossen wurden. Am 23. April 1930 erfolgte die Auflösung des Amtsbezirks Wosegau.
Nach dem  Zweiten Weltkrieg wurde das nördliche Ostpreußen und mit ihm Wosegau gemäß dem Potsdamer Abkommen der Sowjetunion zur Verwaltung unterstellt. Der Ort erhielt im Jahr 1947 die russische Bezeichnung Wischnjowoje und wurde gleichzeitig in den Dorfsowjet Cholmski selski Sowet im Rajon Primorsk eingeordnet. Im Jahr 1959 wurde der Ort selber Sitz eines Dorfsowjets. Im Jahr 2002 wurde Wischnjowoje in die Stadt Selenogradsk eingemeindet.

### Demographie
| Jahr | Einwohnerzahl | Anmerkungen                                             |
| 1782 | –.            | zehn Feuerstellen (Haushaltungen)                       |
| 1818 | 117           | [ 7 ]                                                   |
| 1831 | 156           | [ 8 ]                                                   |
| 1852 | 167           | [ 9 ]                                                   |
| 1858 | 202           | sämtlich Evangelische, auf einer Fläche von 1915 Morgen |
| 1864 | 194           | am 3. Dezember                                          |
| 1910 | 456           | am 1. Dezember                                          |
| 1933 | 327           | [ 14 ]                                                  |
| 1939 | 432           | [ 14 ]                                                  |

### Amtsbezirk Wosegau (1874–1930)
Dem Amtsbezirk Wosegau, der in den Jahren von 1874 bis 1930 bestand und zum Landkreis Fischhausen gehörte, war lediglich ein Ort eingegliedert, nämlich der Gutsbezirk Wosegau selbst.

### Wischnjowski selski Sowet/okrug 1959(–2005)
Der Dorfsowjet Wischnjowski selski Sowet (Вишнёвский сельский Совет) wurde im Jahr 1959 im Rajon Primorsk eingerichtet. Er war in erster Linie der Nachfolger des aufgelösten Cholmski selski Sowet, es gelangten aber auch Orte aus dem aufgelösten Melnikowski selski Sowet sowie dem Romanowski selski Sowet in diesen Dorfsowjet. Der Verwaltungssitz war zunächst der Ort Wischnjowoje. Vor 1988 wurde der Verwaltungssitz nach Kowrowo verlegt. Nach dem Zerfall der Sowjetunion bestand die Verwaltungseinheit als Dorfbezirk Wischnjowski selski okrug (ru. Вишнёвский сельский округ). Etwa im Jahr 2000 wurde der Name des Dorfbezirks in Kowrowski selski okrug (ru. Ковровский сельский округ) geändert. Im Jahr 2002 wurden einige Orte, darunter auch Wischnjowoje, in die Stadt Selenogradsk eingemeindet. Im Jahr 2005 wurden die verbliebenen Orte des Dorfbezirks in die neu gebildete Landgemeinde Kowrowskoje selskoje posselenije übernommen.
| Ortsname                | Name bis 1947/50                     | Bemerkungen |
| ----------------------- | ------------------------------------ | --- |
| Cholmy (Холмы)          | Mülsen                               | Der Ort wurde 1947 umbenannt und war zunächst der Verwaltungssitz des Dorfsowjet Cholmski.                                                                         |
| Kamenka (Каменка)       | Michelau                             | Der Ort wurde 1947 umbenannt und war zunächst in den Dorfsowjet Cholmski eingeordnet.                                                                              |
| Klinzowka (Клинцовка)   | Wickiau                              | Der Ort wurde 1950 umbenannt und war zunächst in den Dorfsowjet Cholmski eingeordnet. Er wurde im Jahr 2002 in die Stadt Selenogradsk eingemeindet.                |
| Kowrowo (Коврово)       | Nautzau                              | Der Ort wurde 1947 umbenannt und war zunächst in den Dorfsowjet Cholmski eingeordnet. Er war seit vor 1988 der Verwaltungssitz und seit etwa 2000 der Namensgeber. |
| Malinowka (Малиновка)   |                                      | Ortsstelle Wargenau. Der Ort wurde im Jahr 2002 in die Stadt Selenogradsk eingemeindet.                                                                            |
| Mochowoje (Моховое)     | Wiskiauten                           | Der Ort wurde 1947 umbenannt und war zunächst in den Dorfsowjet Cholmski eingeordnet.                                                                              |
| Nisowka (Низовка)       | Nadrau                               | Der Ort wurde 1947 umbenannt und war zunächst in den Dorfsowjet Melnikowski eingeordnet.                                                                           |
| Opornoje (Опорное)      | Friedrichswalde                      | Der Ort wurde 1950 umbenannt und war zunächst in den Dorfsowjet Cholmski eingeordnet. Er wurde offenbar vor 1988 an den Ort Kamenka angeschlossen.                 |
| Priboi (Прибой)         | Rosehnen, 1938–1947: Seebad Rosehnen | Der Ort wurde 1947 umbenannt und war zunächst in den Dorfsowjet Cholmski eingeordnet. Er wurde im Jahr 2002 in die Stadt Selenogradsk eingemeindet.                |
| Rodniki (Родники)       | Radnicken                            | Der Ort wurde 1947 umbenannt und war zunächst in den Dorfsowjet Romanowski eingeordnet.                                                                            |
| Roschtschino (Рощино)   | Grünhoff                             | Der Ort wurde 1947 umbenannt und war zunächst in den Dorfsowjet Romanowski eingeordnet.                                                                            |
| Salskoje (Сальское)     | Friedrichshof                        | Der Ort wurde 1950 umbenannt und war zunächst in den Dorfsowjet Cholmski eingeordnet. Er wurde vermutlich vor 1988 an den Ort Mochowoje angeschlossen.             |
| Schumnoje (Шумное)      | Schupöhnen                           | Der Ort wurde 1947 umbenannt und war zunächst in den Dorfsowjet Romanowski eingeordnet.                                                                            |
| Sokolniki (Сокольники)  | Weischkitten                         | Der Ort wurde 1947 umbenannt und war zunächst in den Dorfsowjet Cholmski eingeordnet.                                                                              |
| Wassilkowo (Васильково) | Kirschnehnen                         | Der Ort wurde 1947 umbenannt und war zunächst in den Dorfsowjet Melnikowski eingeordnet.                                                                           |
| Wischnjowoje (Вишнёвое) | Wosegau                              | Verwaltungssitz bis vor 1988 und Namensgeber bis etwa 2000. Der Ort wurde im Jahr 2002 in die Stadt Selenogradsk eingemeindet.                                     |

## Kirche
Das ehemalige Wosegau hatte keine eigene Kirche, sondern war – bei überwiegend evangelischer Bevölkerung – bis 1945 in das Kirchspiel Cranz/Sarkau (heute russisch: Selenogradsk/Lesnoi) eingepfarrt. Das gehörte zum Kirchenkreis Königsberg-Land II innerhalb der Kirchenprovinz Ostpreußen der Kirche der Altpreußischen Union. Die Beziehung zur Gemeinde in Selenogradsk ist für das heutige Wischnjowoje geblieben. Sie ist eine Filialgemeinde der Auferstehungskirche in Kaliningrad (Königsberg) innerhalb der Propstei Kaliningrad der Evangelisch-lutherischen Kirche Europäisches Russland.

## Persönlichkeiten
- Gerhard Backschat (1940–2020), deutscher bildender Künstler